# 리

한자의 마을 리

리(里)는 한국, 중국, 일본 등 동아시아에서 사용하는 길이를 나타내는 단위이다. 360 보(步)에 해당한다.

## 중국
청조 이전의 중국과 한국에서 1리는 360 보(步)이다. 이는 1리의 길이를 알면 1보를 비롯한 하위의 단위를 미터법으로 환산할 수 있다는 뜻이다. 다시 말해 1리는 6정, 360보, 3600자, 36000치 등으로 환산할 수 있고, 또는 이를 기준으로 미터법으로도 환산할 수 있다.
청나라가 들어선 뒤에 척관법이 변경되었다. 이때 1리는 미터법으로 약 500미터였으며, 개정된 척관법에 따라 150장(丈)이고, 1장은 10척이었다.
그러나 대체로 중국에서 1리는 576m에 해당하였으며, 최근 1리를 500m로 공식화하였다.
- 진나라에서 1리는 576m(360보, 古代以三百六十步為一里)에 해당했다.
- 한나라에서 1리는 415.8m에 해당했다.
- 양서(梁書)에서 왜까지 거리를 2000리(800km)로 묘사했다.
- 당나라에서 1리는 약 323m였다.

## 한국

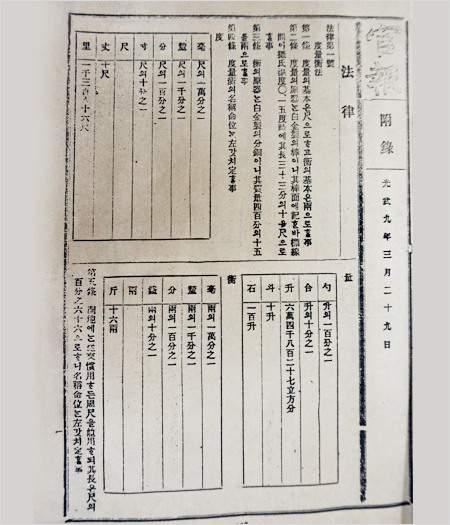
관보에 고시된 대한제국 도량형법. 1리를 1,386척으로 정했다.

한국에서 1리는 관례적 환산법으로 계산할 때 미터법으로 0.4 km에 해당하였다. 대한제국이 반포한 도량형법에 따라 1리는 0.42km였다. 비법정단위가 되어 폐지되기 직전의 규정에 따르면 일본과 동일하게 약 4km이다. 이는 1909년 9월에 일본식 도량형법이 도입된 후 개정되기 전에 비법정단위가 되어 사용이 금지되었기 때문이다. 또 리의 길이를 400 m로 치는 경우도 있다. 이와 관련 기술표준원은 민원에서 어떤 길이가 맞다고 할 수 없다고 답변했다.

## 일본
- 일본에서 1리는 한국의 열 배인 3.9km에 해당한다.

## 같이 보기
- 대한제국 도량형법 (1905년 3월 21일) : 1리 = 420m(1,386척, 1척은 30.303cm)
- 일본식 도량형법 (1909년 9월 20일) : 1리 = 3,927m(12,960척, 1척은 30.303cm)
- 성저십리
- 천리장성
- 삼천리강산